# Фалкенбург, Боб
Роберт (Боб) Фалкенбург (англ. Robert 'Bob' Falkenburg; 29 января 1926, Нью-Йорк — 6 января 2022, Санта-Инес, Калифорния) — американский и бразильский теннисист и предприниматель. Победитель Уимблдонского турнира 1948 года в одиночном разряде, двукратный победитель турниров Большого шлема в мужском парном разряде, член Национального (позже Международного) зала теннисной славы с 1974 года. Основатель бразильской сети ресторанов быстрого питания Bob's.

## Биография
Боб Фалкенбург родился в 1926 году в Нью-Йорке и рос в Лос-Анджелесе. И отец, и мать Боба (выигравшая в 1927 году чемпионат бразильского штата Сан-Паулу) были теннисистами-любителями, и Боб и его брат Том с детства начали играть в теннис. Сестра Боба Джинкс сделала успешную карьеру как киноактриса и модель.
Уже в 1937 году Боб выиграл свой первый детский турнир, в 1942 году стал чемпионом США среди школьников в одиночном разряде, а год спустя — в паре с братом Томом. В 1944 году, выиграв в паре с Доном Макниллом национальный чемпионат США, он стал одним из самых молодых в истории игроков, входивших в первую десятку рейтинга USTA. Он оставался в десятке сильнейших теннисистов-любителей США на протяжении пяти лет. По окончании школы Фалкенбург стал кадетом в авиационном училище, но продолжал участвовать в соревнованиях. После войны он поступил в Университет Южной Калифорнии и, выступая за сборную этого вуза, выиграл в 1946 году студенческий чемпионат Северной Америки как в одиночном разряде, так и в паре с Томом.
Участвуя в серии турниров в Южной Америке, Боб Фалкенбург познакомился с бразильянкой Лурдес Машаду, и в начале 1947 года они поженились. Летом того же года он победил на травяном турнире Queen's Club Championships, предваряющем Уимблдонский турнир, а на самом Уимблдоне дошёл до четвертьфинала в одиночном разряде, где вынужден был прекратить борьбу из-за судорог в правой ноге. В мужском парном разряде, тем не менее, он сумел дойти с Джеком Креймером (с которым незадолго до этого встречался в финале чемпионата США на крытых кортах) до финала и завоевать титул чемпиона Уимблдона. На следующий год, обыграв по пути Фрэнка Седжмена и Гарднара Маллоя, Фалкенбург вышел в финал Уимблдонского турнира, где ему противостоял австралиец Джон Бромвич. Матч проходил в упорной борьбе, и в пятом решащем сете Бромвич вёл 5-3 по геймам и 40:15, имея двойной матч-бол. Фалкенбург, однако, сумел в этот момент переломить ситуацию и выиграл четыре гейма подряд, а вместе с ними и весь матч. Через год в четвертьфинале Уимблдонского турнира Бромвич взял реванш — тоже в пяти сетах, причём Фалкенбург выиграл первые два.
В 1950 году Боб Фалкенбург перебрался в Бразилию. Там он открыл торговлю мягким мороженым, а затем фаст-фудом в американском стиле (считается, что именно он открыл в Бразилии первую сеть фаст-фуда) и преуспел как бизнесмен: к 1971 году принадлежащая ему сеть закусочных быстрого питания Bob’s включала десять точек только в Рио-де-Жанейро, в 1984 году появились первые франшизы, а в начале XXI века сеть включает более 1000 филиалов, в том числе во всех главных городах Бразилии, а также в Чили и Анголе. Проживая в Бразилии, Фалкенбург два года (в 1954 и 1955 годах) выступал за сборную этой страны в Кубке Дэвиса. После 22 лет в Бразилии он продал своё дело и вернулся в Калифорнию. Умер в возрасте 95 лет 6 января 2022 года у себя дома в Санта-Инесе, оставив после себя жену, сына и дочь.

## Стиль игры и признание
При росте 190 см будучи одним из самых высоких игроков своего времени, Фалкенбург отличался силовой, рискованной манерой игры. Его арсенал включал сильнейшую резаную подачу, столь же сильные смэши (удары из-за головы) и мощную игру у сетки, в то время как его игра с задней линии была достаточно посредственной. Избранная им манера игры была физически изматывающей, и иногда в длинных матчах Фалкенбургу не хватало сил на концовку, как это произошло в игре 1949 года против Бромвича. В то же время современники отмечали, что на корте он был также отличным стратегом и вёл себя как опытный бизнесмен, постоянно оценивая ситуацию, пытаясь предвидеть развитие событий и идя затем на обдуманный риск.
В 1974 году имя Боба Фалкенбурга было внесено в списки Национального зала теннисной славы США (через несколько лет, с началом включения в списки игроков из других стран, переименованного в Международный зал теннисной славы).

## Участие в финалах турниров Большого шлема за карьеру (5)

### Одиночный разряд (1+0)
| Результат | Год  | Турнир              | Покрытие | Соперник в финале | Счёт в финале           |
| --------- | ---- | ------------------- | -------- | ----------------- | ----------------------- |
| Победа    | 1948 | Уимблдонский турнир | Трава    | Джон Бромвич      | 7-5, 0-6, 6-2, 3-6, 7-5 |

### Мужской парный разряд (2+1)
| Результат | Год  | Турнир              | Покрытие | Партнёр      | Соперники в финале          | Счёт в финале           |
| --------- | ---- | ------------------- | -------- | ------------ | --------------------------- | ----------------------- |
| Победа    | 1944 | Чемпионат США       | Трава    | Дон Макнилл  | Панчо Сегура Билл Талберт   | 7-5, 6-4, 3-6, 6-1      |
| Поражение | 1945 | Чемпионат США       | Трава    | Джек Туэро   | Гарднар Маллой Билл Талберт | 10-12, 10-8, 10-12, 2-6 |
| Победа    | 1947 | Уимблдонский турнир | Трава    | Джек Креймер | Тони Моттрам Билл Сидуэлл   | 8-6, 6-3, 6-3           |

### Смешанный парный разряд (0+1)
| Результат | Год  | Турнир        | Покрытие | Партнёрша  | Соперники в финале           | Счёт в финале |
| --------- | ---- | ------------- | -------- | ---------- | ---------------------------- | ------------- |
| Поражение | 1945 | Чемпионат США | Трава    | Дорис Харт | Маргарет Осборн Билл Талберт | 4-6, 4-6      |